# Chevrolet BrightDrop

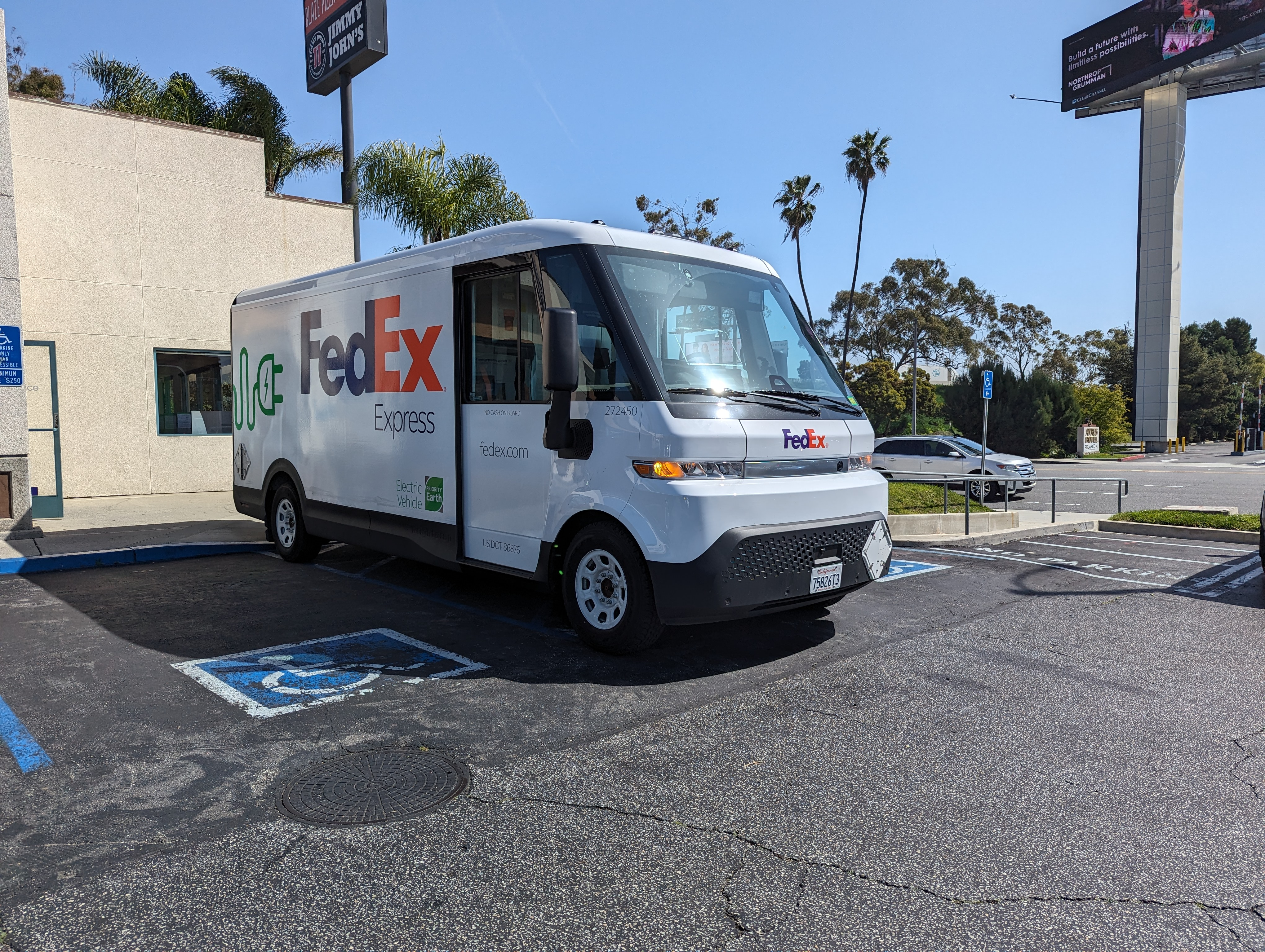
FedEx Zevo 600 в Калифорнии (2024 год)

Chevrolet BrightDrop (ранее BrightDrop Zevo) — малотоннажный грузовой электромобиль подразделения Chevrolet компании General Motors. Впервые был представлен 12 января 2021 года на выставке Consumer Electronics Show, а производство началось в декабре 2022 года.
Автомобиль выпускается в двух комплектациях: BrightDrop 600 (ранее Zevo 600) и BrightDrop 400 (ранее Zevo 400). В августе 2024 года корпорация General Motors объявила, что BrightDrop Zevo 600 и BrightDrop Zevo 400 будут переименованы в Chevrolet BrightDrop 600 и Chevrolet BrightDrop 400 соответственно и будут продаваться в некоторых дилерских центрах Chevrolet.

## Описание
В июне 2020 года начали распространяться слухи о том, что GM работает над полностью электрическим фургоном под кодовым названием «BV1». Согласно более ранним сообщениям, опубликованным в декабре 2019 года, полностью электрический фургон планировалось выпускать в Детройте и Хамтрамке.
Официально BrightDrop EV600 был представлен 12 января 2021 года в Лас-Вегасе, Невада, параллельно с поддоном EP1. По словам корпорации General Motors, авиакомпания FedEx заказала 500 моделей EV600. Меньший EV410 впервые был представлен в сентябре 2021 года. Телекоммуникационная компания Verizon была первым заказчиком меньшего фургона, поставки которого запланированы на 2023 год. В апреле 2022 года компания BrightDrop объявила о переименовании своих автомобилей: EV600 и EV410 были переименованы в Zevo 600 и Zevo 400 соответственно. Кроме того, EP1 был переименован в Trace.
Корпорация GM заключила партнёрское соглашение с KUKA — своим основным поставщиком. Целью было собрать первую партию автомобилей в Мичигане и выполнить план поставок на 2021 год. В ноябре 2022 года компания GM планировала перенести производство Zevo на завод CAMI Automotive в Ингерсолле, Онтарио. Некоторые роботы и инструменты, произведённые и использованные KUKA для сборки первой партии, были переданы CAMI; сотрудники CAMI использовали первую партию для оптимизации производственных процессов. Производство Zevo 600 на заводе CAMI началось 5 декабря 2022 года. На максимальной мощности CAMI сможет производить 50 000 фургонов Zevo в год. Производство более компактного Zevo 400 началось в конце 2023 года.
Помимо FedEx и Verizon, компания по управлению автопарком Merchants Fleet разместила крупнейший единый заказ в 18 000 фургонов EV600 и EV410 к ноябрю 2021 года. Авиакомпания FedEx получила первые 5 фургонов EV600 из заказа на 500 автомобилей в декабре 2021 года. Эксплуатация началась в Инглвуде, Калифорния. Чуть позже компания по доставке увеличила свой заказ на ещё 2000 единиц, а в январе 2022 года компания Walmart зарезервировала 5000 единиц. Начало продаж для потребителей было запланировано на 2022 год. В сентябре 2022 года компания Hertz объявила, что закажет у GM до 175 000 электромобилей, включая неуказанное количество фургонов BrightDrop Zevo 600.
Компания BrightDrop объявила о первом заказе из-за пределов США в декабре 2022 года; фургоны начали доставляться в DHL Express Canada.
Заказы на Zevo 400 были открыты в августе 2023 года на 2024 модельный год. В то время в стандартную комплектацию всех моделей Zevo была включена 14-модульная батарея меньшего размера, а также были внесены изменения в дизайн интерьера. В октябре того же года из-за проблем с поставками аккумуляторов Ultium производство всех фургонов BrightDrop Zevo было приостановлено примерно на шесть месяцев до апреля 2024 года.
11 января 2024 года компания GM отозвала все автомобили BRIGHTDROP EV600 2022 модельного года в соответствии с номером кампании NHTSA 24V014000; общее количество отозванных автомобилей составляет 66, из которых, по оценкам GM, 5% имеют передний привод, который может привести к утечке масла и возгоранию. Отзыв не был связан с высоковольтной тяговой батареей.
В 2025 модельном году бренд BrightDrop был упразднён, а фургон был переименован в Chevrolet BrightDrop.